# 熊谷男女4人殺傷事件
熊谷男女4人殺傷事件（くまがやだんじょよにんさっしょうじけん）とは、2003年（平成15年）8月18日に埼玉県熊谷市で発生した男性殺害、女性拉致殺傷事件。

## 事件の概要
本事件は2003年（平成15年）8月18日、不倫相手の少女の「Aに姦淫されそうになった」という訴えを聞いた元稲川会系暴力団員のOが、少女の元交際相手Aを詰問して包丁で背中などを刺して殺害し、襲撃時Aと同室にいたB、事件直後Aの部屋を訪れたC、Cと同室に住んでいたDの3人を口封じのために拉致し、首を絞める・包丁で刺すなどしてCを殺害、BとDに重傷を負わせた事件である。B、C、Dの3人ともOとは初対面であった。
Oは殺人・殺人未遂などの罪で起訴され、2007年（平成19年）7月18日に死刑判決が確定し、2010年（平成22年）7月28日に東京拘置所で死刑が執行された。

## 事件の経過
大里郡寄居町に住む無職の少女（当時16歳）は、2003年（平成15年）6月下旬ごろから本庄市の飲食店店員Aと交際を始め、間もなく熊谷市箱田7丁目のAの自宅アパートに身を寄せるようになった。しかし、薬物に手を出すことを心配したAが自室に少女を住まわせようとしたことから、関係が悪化しAと少女は口論が絶えなくなる。
他方、少女は7月10日ごろに熊谷市広瀬、元稲川会系暴力団員のOと知り合い、交際関係になる。Oは少女の好意を利用して風俗関係で働かせようと考えていた。少女はAとOと二股交際をしていた。
少女は外出中にAが頻繁に連絡を取ろうとすることなどを疎ましく感じ始め、Oにも Aへの不満を話していた。7月末ごろ、Oと共にいた少女の元にAから呼び出しの電話があり、これにOも同行した。少女はAに対し交際相手がいること、頻繁な電話が「うざい」ことを告げ、Oは少女が「俺の女」であることを告げて怒鳴りつけたところ、怯えたAは引き下がり、少女はA宅の鍵を返却した。
しかし、親と喧嘩をして再び家出した少女はAの部屋に出入りするようになる。
8月18日午前、Oは乗用車で熊谷市内の無職少年の自宅アパートに身を寄せていた少女を迎えに行き、2人を連れ出した。同市筑波1丁目のファミリーレストランに入りビールや焼酎を飲んだ。その席で少女から「Aに姦淫されそうになった」ことを聞いたOは激昂し、「あの野郎、俺をなめやがって。Aが俺の女だって知ってるのに手を出してくるんだから、俺にけんか売ってるのと同じだよな。今から乗り込んじゃうか。野郎をやっちゃうか」とAを襲うことを示唆すると、少女は「そうだよ。やっちゃって。やっちゃえ、やっちゃえ」、少年は「人の女に手ぇ出すなんて、絶対に許せないっすよ。そんなヤツ、やっちゃうしかねえっすよ」と同調した。
ファミリーレストランを後にしたOは、ボーガンを入手しようと考え少女、少年を連れて同市内のホビーショップに向かうが店が閉まっていたため、「拳銃を自宅に所持しているが音がうるさいから」と、自分が経営するゲーム喫茶から包丁を持ち出し、少女に「本当にやっちゃって大丈夫なん」と確認し、少年に対し「帰ってもいいぞ」と言ったが2人も同行して、午後1時ころ、Aのアパートへ向かった。
Aは同じアパートに住む同僚の女性Bの部屋にいたため、少女が言葉巧みに誘い出しAの部屋に連れ込んだ。そこでAが少女に手を出そうとしたことを認めようとしなかったため、OはAに激しい暴行を加えた。OはBをもAの部屋に無理やり連れ込み、Bの見る前で「俺の女に手を出しやがって」と言いながらAに暴行を加え続け、「早く死ね、くたばれ」と言いながら背中に包丁を刺したあと腰、大腿部など数カ所も刺して殺害した。
午後1時20分ごろ、Aの勤務先のマネージャーが、「遅刻しないように」と伝えるためAの携帯電話に連絡をしたが通じなかったため、同じアパートに住むAの同僚の女性Cが様子を見に行くよう依頼され、携帯電話を繋いだままAの部屋を訪れる。Oは恐怖に震えるBに対応させ「（Aは）携帯電話に出られない」と答えさせた。動揺を隠せないBの応対を見たOはCを室内に連れ込み、「見ろ」と命じてAの遺体を見せつけた。
BとCをAの部屋に監禁したまま、少女は部屋に残した荷物を集めAの財布に入っていた現金を窃盗した。Oは尿意を訴えたCにトイレに行くことを許可せず室内で放尿させた。OはCの失踪を装わせようと、少年にCの部屋に行き携帯電話等を回収に行かせたところCの友人であるDに少年の顔を見られたため、OはDをAの部屋に連れ込みAの遺体を見せつけ、「見ちゃったもんはしょうがねぇよな。やっちゃうしかないよな」と言って、午後1時40分ごろ、車で3人を拉致した。
少年を助手席に乗せ、少女に加え拉致したBとDを後部座席に乗せてCをトランクに閉じ込めたOは、車を秩父市方面へと走らせた。
Oは秩父市黒谷の美の山公園駐車場でDを降ろし、女子トイレに連れ込んで乳房と陰部を触りタオルで首を絞めたあと、殴る蹴るの暴行を加えた。OはDの背部に包丁を振りおろしたが便器に当たり刺すには至らず、踏みつけたところ動かなかったことなどからすでにDは死亡したものと考え、美の山公園に放置した。
Oが駐車場へ戻ると少女が「携帯電話の着信音が聞こえた」と言ったため、Oがトランクを開けた。猛暑日のトランクに閉じ込められた暑さで汗を流しつつ「全部私のせいにしていいから許して。チーフ（A）をやったのも私のせいにしていいから」と必死に訴えるCに対しOは「うるせえ」などと言い放ち、歯が折れるほど強く殴った。Oは、「後ろの奴うるさいから、後ろの奴から始末するか」といい、美の山公園の観光道路脇でCをトランクから車外に降ろし、首を絞めたうえ右背部を3回刺して殺害。遺体を道路脇の崖に投げ落とした。
Oは1人残されたBに「手足を縛って口にアロンアルフアをつけてマンホールに入れて、次の日の朝迎えに行って生きていたら、見逃してやる」と言い放った。熊谷市内へ戻ったOは、Bを同市大麻生の国道140号線沿いの建築解体会社の資材置場で降ろした。Oは両手足をビニール紐で縛ったBの唇と鼻腔にアロンアルファを塗り、窒息させることができないことが分かると、ビニール紐で首を締め、湾曲した包丁で胸などを刺した。OはBの上衣に血の染みが広がっていくのを見てこのまま放置すれば確実に死亡するだろうと考え、Bを放置して現場を立ち去った。。
午後4時45分、美の山公園に倒れていたDを通行人が発見し、110番通報した。Dは秩父郡皆野町の病院に搬送された。病院を訪ねてきた秩父警察署員にDは「熊谷のGハイツに死体がある。調べて」と告げた。
同6時25分ごろ、熊谷警察署員がアパートに急行しAの部屋で布団をかけられたAの遺体を発見。
同8時50分ごろ、Bが放置された場所の敷地内で、そこを借りて車を置いていた男性に発見される。助け出されると間もなく意識不明の重体に陥った。胸部からの出血が多く、搬送先では輸血の処置が取られた。その結果、意識を回復した。
翌8月19日午前6時5分、犬の散歩中の男性がCの遺体を発見した。

## 事件発覚
Bは意識回復後も会話が満足に出来ない状態だったため、捜査員が病室に文字盤を持ち込んだ。Bは文字を1つ1つ指差し経緯を説明した。
Bが瀕死の状態で発見されたことにより、メディアが一斉に報道を開始した。
警察には、熊谷署・秩父署の合同捜査本部が設置された。
8月21日、Oが捜査本部によって逮捕された。任意同行の際、報道各社のカメラマンも随行し、Oが刺股を持つなどした捜査員に対して煙草を燻らせながら「逃げるつもりはねえよ」などと話しているシーンがテレビによって全国に放映された。
同22日、少年を逮捕。翌23日、少女も逮捕された。いずれも逮捕容疑は逮捕監禁であった。
取り調べに対してOは「付き合っていた女（少女）を寝取られて面子が立たなかったのでAを殺害した」と供述し、さらに、3人の女性については「死んだものと思っていたが、2人が生きていることをニュースで知り、口封じのためBとDを搬送先の病院で殺害することを計画していた」と明かした。
なお、この2003年には、隣の群馬県太田市と伊勢崎市でパチンコ店員が、強盗目的で元店員ら男2人組に殺害され、遺体が近隣行田市の福川に遺棄されるという事件（群馬パチンコ店員連続殺人事件）も発生しており、本事件の1か月ほど前に犯人が埼玉県警に逮捕されたばかりだった。

## 主犯について
Oは小学生のころはスポーツ万能の子供だった。中学生の時には男子テニス部の主将を務めていた。その一方で、中学2年生のころからシンナー吸引を始める。また、バタフライナイフで同学年の男子生徒の左胸部と背部を刺し、怪我を負わせたことがあった。その後、友人と共に金属バットを用いた強盗致傷事件を起こして中等少年院送致となり、退院後間もなく、友人と共に傷害、恐喝事件を起こし再び中等少年院送致となった。
高校に進学するも中退し暴力団関係者と交遊を持ち、2回目の少年院送致となった後、一度暴力団に所属し幹部組員となった。
1998年（平成10年）2月23日、傷害・暴行・恐喝未遂・道路交通法違反で懲役1年6か月（執行猶予5年・保護観察付き）の有罪判決を受ける。
同6月、結婚し、長女が生まれる。
2001年（平成13年）4月18日、傷害罪で懲役6か月の実刑判決を受け執行猶予取り消し。
2002年（平成14年）10月、川越少年刑務所出所。
上記のとおり妻子が存在し、少女とは不倫関係だった。また、少女が自分に好意を寄せていることを利用し、場合によっては性風俗で働かせようと考えていた。

## 裁判
Oは、一審の審理の中で、「最初から殺意を持っていたわけでない」などと主張し、弁護側は、「シンナーによる幻覚が、事件当時の行動に影響を与えた可能性がある」として、Oの精神鑑定を求めた。その結果「A殺害時には、弁別能力が著しく低下していた」との鑑定結果が証拠採用された。しかし、検察側は、この鑑定結果を不服として再鑑定を求め、「飲酒や、過去に吸っていたシンナーが犯行に影響を与えたとは考えられない」と相反する鑑定書が証拠採用された。
2007年2月16日の論告求刑公判で検察側は「極めて粗暴で、人命を軽視し、自分にとって不都合な存在のものは殺害してしまえばよいという犯罪性が深く根ざしている。もはや矯正は不能」と述べ、「重大かつ凶悪極まりない犯罪」として死刑を求刑した。
2007年3月9日の最終弁論で弁護側は「A殺害時は心神耗弱状態だった。若年で更生可能性を否定することはできない」などとして、改めて死刑回避を求めた。
しかし、同4月26日、さいたま地裁（飯田喜信裁判長）は、「1日のうちに4人を殺害の対象とし、2人を殺害したまれに見る重大な凶悪事件。犯行は非人間的と言わざるをえない。殺してでもメンツを守ろうとする暴力団関係者特有の思考で、あまりに短絡的な犯行。動機と経緯に酌量の余地はない」と指弾した。さらに刑事責任能力についても「指紋をふき取るように指示するなど合理的な行動をとっている。殺害経緯、殺害状況について具体的な記憶を保持していた」として完全責任能力を認め、弁護側の「善悪の判断能力と行動制御能力が著しく低下し、心神耗弱状態だった」という主張も退け、検察側の求刑どおりOに死刑判決を言い渡した。
弁護側は控訴したが、Oは同7月18日付で控訴を取り下げ、一審の死刑判決が確定した。弁護人によると、Oは「死刑に納得している。判決の事実認定に間違いはあるが二審で正せないし、正す意味もない。特に拉致殺傷した女性3人には申し訳ない。あんなことをしなければよかった」と反省していたという。
少女は、殺人幇助・殺人未遂幇助でさいたま家裁に送致されたが、「事件の発端を作り、関与の度合いも大きい。被害者の処罰感情も非常に強い」などとしてさいたま地裁へ逆送致され起訴された。初公判で少女は、事件前のファミリーレストランやAの部屋で言ったとされる「やっちゃって」「やっちゃえ」は言っていないと主張し、起訴事実の大半を否認した。
しかし、2004年11月18日、さいたま地裁の福崎伸一郎裁判長は「事件のきっかけを作っており、責任は大きい」として、求刑通り懲役5～10年の不定期刑を言い渡し、確定した。
少年は、同容疑でさいたま家裁熊谷支部に送致され、中等少年院送致長期の保護処分を受けた。

## 死刑執行
2010年7月28日、東京拘置所でOの死刑が執行された。刑の確定から3年での比較的早い執行だった。2009年9月の民主党政権発足以後、初めての死刑執行であった。
執行には千葉景子法務大臣（当時）が立ち会った。死刑執行に法務大臣が立ち会うのは憲政史上初めてのことだった。
Oは、死刑廃止フォーラムが2008年に全死刑囚に対して実施したアンケートの中の手記で、「死刑執行時に求刑・判決を出した検事・裁判官それに法務大臣らが自ら刑を執行するべきです。それが奴らの責任だと思います。」と意見を記しており、その一部が自らの執行時において実現されたことになる。 　
また、同じ日には宇都宮宝石店放火殺人事件の死刑囚の死刑も執行されている。